# 天津ライオンズ
天津ライオンズ（テンシン・ライオンズ）は、中華人民共和国天津市を本拠地とする中国野球リーグのチーム。
本拠球場は天津道奇棒球場（天津ドジャースタジアム、ドジャースのピーター・オマリー前会長が寄贈した。観客席2500席、1986年に完成）。
横浜DeNAベイスターズと業務提携を結んでおり、DeNA二軍へコーチや選手の派遣や、DeNAからのコーチの受け入れなどの交流が行われている。2010年シーズンは横浜から高木由一（一軍監督）、三浦正行（二軍監督）の両名が派遣された。

## 沿革
- 1975年　第3回全国体育大会優勝。
- 1999年　第9回全国体育大会優勝。
- 2002年　北京タイガースとの中国シリーズを制して、中国野球リーグの初代チャンピオンに輝く。
- 2003年　中国シリーズに進出し、北京タイガースと対決。2勝3敗で準優勝。
- 2004年　この年も中国シリーズに進出。昨年同様2勝3敗で2年連続2度目の準優勝。
- 2005年　4年連続の中国シリーズ進出。0勝3敗で3年連続の準優勝、北京タイガースの3連覇を許す。
- 2006年　中国シリーズに進出し、広東レオパーズとの対決。3勝0敗で4年ぶりの優勝を果たす。
- 2007年　中国シリーズで広東レオパーズと2年連続の対決。3勝1敗で連覇を果たす。
- 2008年　年間成績19勝2敗、中国シリーズで北京タイガースと対決し、3勝0敗で3連覇を果たす。中国プロ野球としては初めて単独チームでアジアシリーズ（2008年のアジアシリーズ）に出場決定[2]。
- 2011年　3年ぶりに中国シリーズに出場。広東レオパーズを3勝1敗で下し5度目の優勝。

## 主な所属選手
投手
- 1  胡夢馗
- 12  尹忠祥
- 15  楊力炫
- 17  周杰
- 18  孫広軒
- 38  韓立鉄
- 47  左民敬
- 53  馬俊傑
- 56  丁樹桐
- 58  蘇長龍(コーチ兼任)

捕手
- 32  王政雄
- 52  王帥

内野手
- 4  張春軒
- 5  胡慶瑞
- 7  于乾潤
- 11  張棋
- 13  倪鑫澤
- 25  陳嘉績
- 26  尚帥
- 33  高嘉強
- 61  夏子康

外野手
- 3  杜楠
- 6  宋玉培
- 10  王文翰
- 22  麦政文
- 27  高貫旭
- 31  賈琛
- 45  潘昱孚
- 70  崔博文

## かつて所属した主な選手
投手
- 張雲峰
- 趙全勝
- 白宝亮
- 苗月秋
- 森大輔
- 陳瑋（元・横浜ベイスターズ育成選手）
- 張万軍
- 屠金楠
- 李家強 （兼任コーチ）
- 李梓踉
- 李文明
- 呂建剛

野手
- 趙炳澤
- 姚鈞磊（元・横浜ベイスターズ練習生）
- 王靖超（元・横浜ベイスターズ育成選手）
- 徐昌清
- 張振旺
- 任民
- 侯鳳連
- 楊国剛
- 劉建忠
- 劉福斌
- 王超
- 孟昭蓬
- 羅玉斌
- 劉志成

## かつて所属した外国籍選手
- 郭建成 （兼任コーチ）
- ジェフ・ハリス
- ジョン・ブルゴス
- スティーブン・レイン
- リンク・ミケルセン
- エドガー・クレメンテ